# (36574) 2000 QA123
2000 QA123 (asteroide 36574) é um asteroide da cintura principal. Possui uma excentricidade de 0.08330640 e uma inclinação de 6.06829º.
Este asteroide foi descoberto no dia 25 de agosto de 2000 por LINEAR em Socorro.